# Laholo
Laholo este un sat din comuna Bijelo Polje, Muntenegru. Conform datelor de la recensământul din 2003, localitatea are 263 de locuitori (la recensământul din 1991 erau 233 de locuitori).

## Demografie
În satul Laholo locuiesc 180 de persoane adulte, iar vârsta medie a populației este de 30,8 de ani (30,3 la bărbați și 31,2 la femei). În localitate sunt 63 de gospodării, iar numărul mediu de membri în gospodărie este de 4,17.
|  |

| Demografie | Demografie | Demografie |
| An         | Locuitori  | Locuitori  |
| ---------- | ---------- | ---------- |
|            |            |            |
|            |            |            |
|            |            |            |
|            |            |            |
| 1948       | 236        |            |
| 1953       | 324        |            |
| 1961       | 206        |            |
| 1971       | 226        |            |
| 1981       | 206        |            |
| 1991       | 233        | 231        |
| 2003       | 306        | 263        |

| \| Componența etnică conform recensământului din 2003[2] \| Componența etnică conform recensământului din 2003[2] \| Componența etnică conform recensământului din 2003[2] \| Componența etnică conform recensământului din 2003[2] \| Componența etnică conform recensământului din 2003[2] \| \| ----------------------------------------------------- \| ----------------------------------------------------- \| ----------------------------------------------------- \| ----------------------------------------------------- \| ----------------------------------------------------- \| \| \| \| \| \| \| \| Bosniaci \| Bosniaci \| \| 184 \| 69,96% \| \| Musulmani \| Musulmani \| \| 30 \| 11,4% \| \| Muntenegreni \| Muntenegreni \| \| 25 \| 9,5% \| \| Sârbi \| Sârbi \| \| 24 \| 9,12% \| \| necunoscută \| necunoscută \| \| 0 \| 0% \| |              |  |     |        |
| Componența etnică conform recensământului din 2003 |              |  |     |        |
| |              |  |     |        |
| Bosniaci | Bosniaci     |  | 184 | 69,96% |
| Musulmani | Musulmani    |  | 30  | 11,4%  |
| Muntenegreni | Muntenegreni |  | 25  | 9,5%   |
| Sârbi | Sârbi        |  | 24  | 9,12%  |
| necunoscută | necunoscută  |  | 0   | 0%     |